# Adicta
"Adicta" é um single da cantora e atriz mexicana Maite Perroni, lançado digitalmente em 29 de julho de 2016 pela Warner Music. Produzida por Koko Stambuk e composta por Alih Jey, Andrés Torres e Julio Reyes-Rosas, a faixa serviria para promover o anunciado mas não lançado sucessor de Eclipse de luna (2013), álbum de estreia de Perroni. Apesar disso, a canção teve duas apresentações televisionadas antes do seu lançamento: em 14 de julho de 2016 nos Premios Juventud e 18 do mesmo mês no The Noite com Danilo Gentili. Além disso, foi incluída no repertório da Love Tour (2016), segunda turnê mundial da artista.
Musicalmente uma obra pop e reggaeton, "Adicta" contrasta com os lançamentos anteriores de Perroni, voltados para a bachata. Segundo a intérprete, o conteúdo lírico da canção é "uma declaração do que uma mulher sente por um homem e que esse homem se torna seu ponto fraco". O single teve um desempenho relativamente positivo no país natal da artista, alcançando o número 35 na Mexico Airplay e 6 na Mexico Espanol Airplay, duas paradas monitoradas pela Billboard. Lançado na conta da artista no Spotify no mesmo dia que a canção, o videoclipe de "Adicta" — dirigido por Marc Klasfeld — exibe Perroni e três bailarinas vestidas sensualmente, enquanto um homem a observa até se aproximar.

## Antecedentes
Em agosto de 2013 Maite Perroni lançou seu álbum de estreia solo, Eclipse de luna, que foi acompanhado por quatro singles, "Tú y yo", "Eclipse de luna", "Vas a querer volver" e "Todo lo que soy". O disco teve êxito comercial ao alcançar as dez primeiras posições tanto no México como no mercado latino dos Estados Unidos. A Eclipse de Luna Tour, turnê em apoio ao álbum, foi planejada para acontecer ainda no final de 2013 ou no início do ano seguinte, o que foi adiado após Perroni aceitar protagonizar a telenovela La gata, da Televisa, cujas gravações terminaram em setembro de 2014. Com isso, a turnê aconteceu de agosto de 2014 a outubro de 2015.
Em meio às datas da turnê, Perroni se dedicou a gravar material para o sucessor de Eclipse de luna. Em junho de 2015 começaram as filmagens da telenovela Antes muerta que Lichita, também da Televisa, com Perroni como a sua protagonista. Ela declarou: "A telenovela coincide com o momento em que estamos trabalhando na produção do [novo] álbum, já estamos juntando os elementos e selecionando as canções que serão incluídas e terão uma mistura de pop com outros gêneros, como a bachata." Perroni gravou "Si alguna vez" como o tema de abertura de Antes muerta que Lichita, que serviria também como o primeiro single de seu disco futuro, mas a canção foi lançada na voz da compatriota Thalía.

## Lançamento e divulgação
Em abril de 2016 Perroni comunicou em suas redes sociais que começaria no segundo semestre do ano a sua segunda turnê mundial, a Love Tour, e que lançaria um single antes da turnê. Em entrevista à Capricho, a artista revelou que o álbum sairia entre julho e agosto e, diferentemente do que havia anunciado, seria um projeto influenciado pela música urbana e pop, não pela bachata. A intérprete publicou em 14 de julho uma prévia de 15 segundos do single em sua conta no Facebook. A canção, intitulada "Adicta", foi apresentada (antes do seu lançamento) pela primeira vez nos Premios Juventud, ocorridos no mesmo dia em Miami. Na ocasião Perroni, em um vestido azul, realizou movimentos sensuais, incluindo descer até o chão, acompanhada por dançarinos. Em 17 e 18 do mesmo mês a cantora esteve em território brasileiro, onde no primeiro dia realizou o primeiro concerto da Love Tour, no qual incluiu "Adicta", enquanto no dia seguinte ela apresentou o single durante a sua participação no programa The Noite com Danilo Gentili. "Adicta" foi lançada nas plataformas digitais e de streaming apenas em 29 de julho do mesmo ano. Um dia antes havia sido vazada na internet.

## Composição e recepção
"Adicta" é uma canção pop e reggaeton. Com uma duração de três minutos e onze segundos (3:11), a faixa possui "uma pegada eletrônica e dançante", de acordo com a revista brasileira Todateen. Ao jornal mexicano Excélsior, Perroni comentou que o conteúdo lírico da canção aborda "um vício incontrolável por alguém". A intérprete disse ainda que a obra é "uma declaração do que uma mulher sente por um homem e que esse homem se torna seu ponto fraco".
Escrevendo para a Gazeta do Povo, Júlio Boll elogiou o single, chamando-o de "sucesso certo para as pistas", citando também seu "refrão destruidor". Boll disse, além disso, que "[a canção] gruda mais rápido que Super Bonder". A rede de rádios Los 40 Principales, por sua vez, notou em "Adicta" a maturidade musical de Perroni. Comercialmente, "Adicta" teve um desempenho positivo, mas inferior aos singles anteriores de Perroni, alcançando o número 35 na Mexico Airplay, posição mais baixa da intérprete nesse gráfico até então, enquanto na Mexico Espanol Airplay foi número 6, sendo ambas as paradas publicadas pela Billboard.

## Videoclipe
O videoclipe de "Adicta" foi lançado primeiramente no perfil do Spotify no Facebook em 29 de julho de 2016, mesmo dia do lançamento da canção, após uma parceria da cantora com a plataforma de streaming. Horas depois foi publicado também no canal de Perroni no YouTube. Coreografado por Oth'than, o vídeo foi filmado por 15 horas em ruas do centro de Los Angeles, Califórnia, sob a direção de Marc Klasfeld. Acerca das filmagens, Perroni declarou: "Foram dois dias de ensaio da coreografia e adoro a parte multicultural disso, porque vamos ver a mulher asiática, a mulher negra, a loira e a latina, isso com as bailarinas profissionais que me acompanham, gosto disso porque é exaltar as quatro raças e ser conscientes de mulheres fortes, confiantes em dizer o que sentimos e o que somos. Adoro a força feminina que esse vídeo tem e a força latina." O material final exibe Perroni maquiada, vestida com um body preto com plumas e calçando saltos. Ela aparece dançando sensual e provocantemente em um galpão e em uma rua escura acompanhada de três dançarinas, cada uma de uma etnia diferente, enquanto a intérprete seduz um homem, interpretado pelo modelo e dançarino estadunidense Andrew De Luna.[carece de fontes?] Por fim, ele se aproxima dela.

## Créditos
Créditos adaptados do encarte do CD single de "Adicta".
- Koko Stambuk – produção musical
- Alih Jey – composição
- Andrés Torres – composição
- Julio Reyes-Rosas – composição
- Javier Garza – mixagem
- Tom Baker – masterização

## Paradas musicais
| Parada musical (2016)                     | Melhor posição |
| ----------------------------------------- | -------------- |
| México (Billboard Mexico Airplay)         | 35             |
| México (Billboard Mexico Espanol Airplay) | 6              |